# Anschlag in New York am 31. Oktober 2017

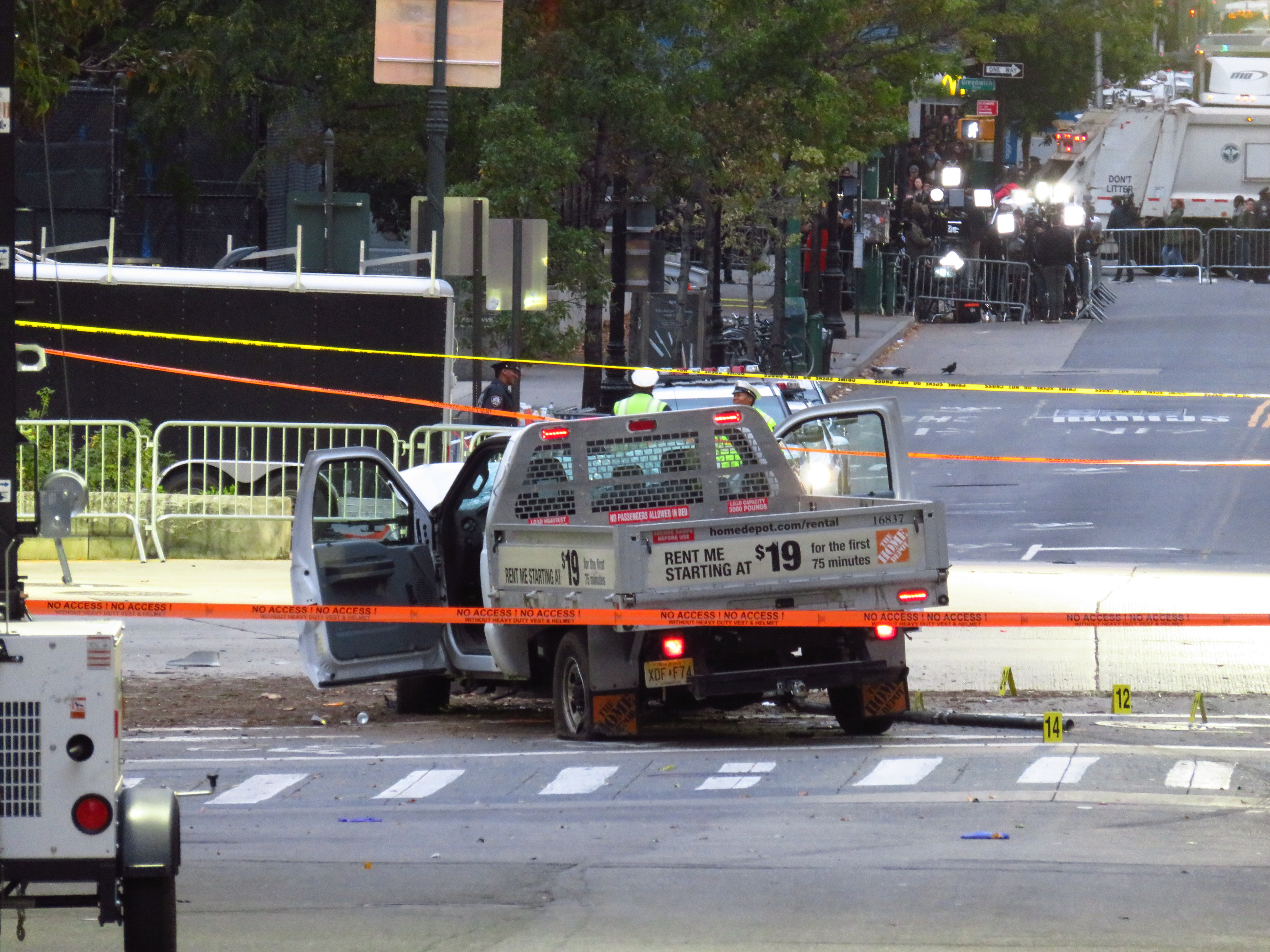
Das Tatfahrzeug am Ort des Anschlags

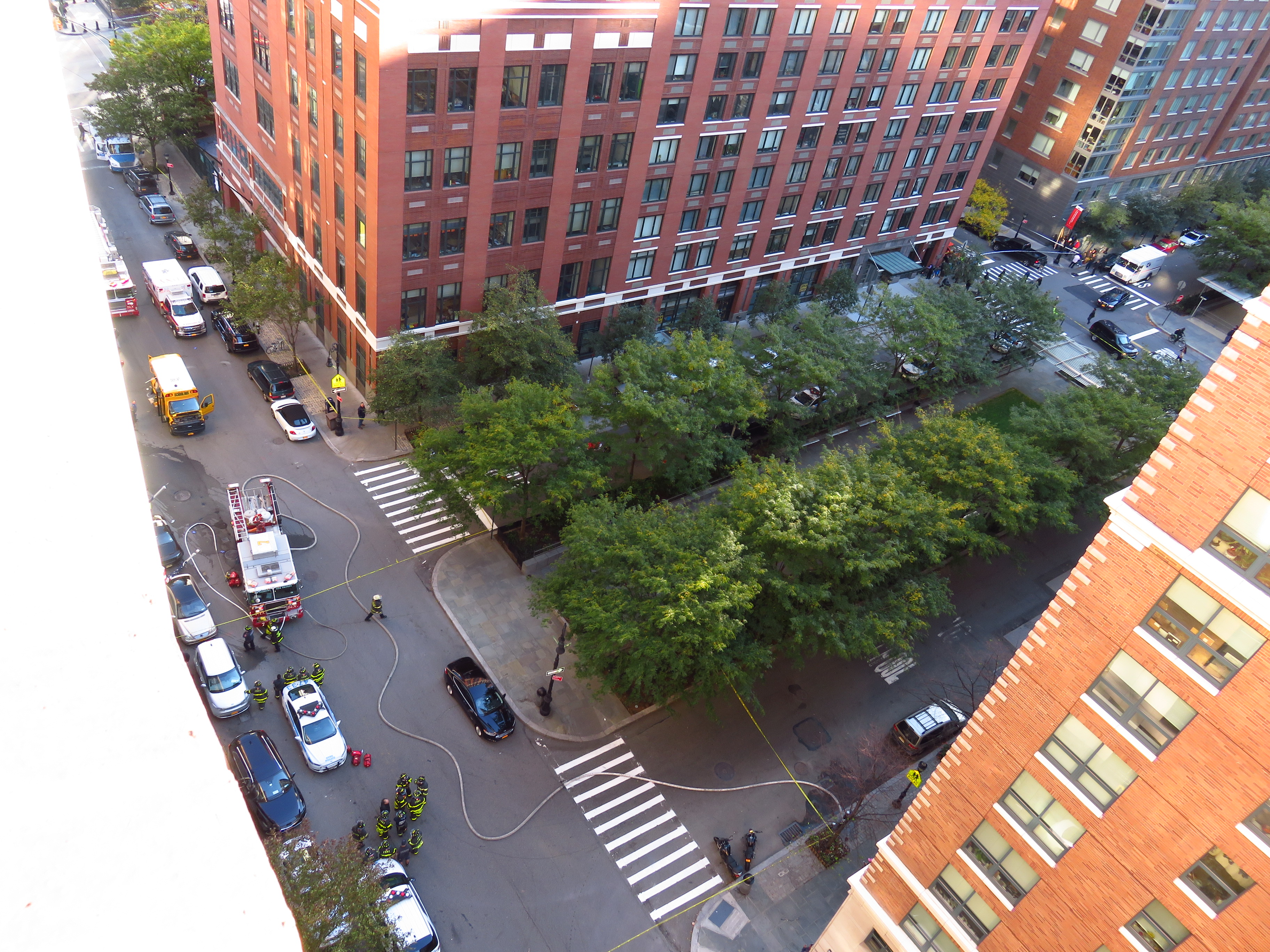
Ort des Anschlags am West Side Highway in Lower Manhattan, New York, eine Stunde danach

Der Anschlag in New York am 31. Oktober 2017 wurde um 15:30 Uhr Ortszeit (GMT-4) mit einem Pick-up durchgeführt. Dabei überfuhr ein Mann mit einem gemieteten Pick-up vom Typ Ford F-250 zahlreiche Menschen auf dem Radweg im Hudson River Park am West Side Highway von New York City.
Acht Menschen (fünf Argentinier, zwei Amerikaner und eine Belgierin) starben.
Einen Tag nach dem Anschlag waren noch neun Verletzte im Krankenhaus; vier von ihnen waren schwer verletzt.
Durch den Zusammenstoß mit einem Schulbus kam der Pick-up zum Stehen, worauf der Terrorist mit einem echten Waffen nachgebildeten Paintballmarkierer und einem Luftgewehr ausstieg. Ein Polizist des NYPD schoss auf ihn und traf ihn im Bauch. Er wurde in ein Krankenhaus gebracht, operiert und überlebte.
Im Pick-up wurde ein handschriftliches Bekennerschreiben gefunden. Am Tatort wurden handgeschriebene Unterlagen gefunden, die Sympathie für die Terrororganisation Islamischer Staat ausdrücken. Der Attentäter erklärte Ermittlern, dass er durch IS-Videos zu der Tat inspiriert worden sei und mit den Planungen bereits ein Jahr vorher begonnen habe.
Die jährliche Halloween-Parade mit rund zwei Millionen Besuchern fand anschließend wie geplant unter starkem Polizeischutz statt.
Beim angeschossenen, dringend tatverdächtigen Mann handelt es sich um einen 29-Jährigen namens Sayfullo Saipov. Er ist Usbeke und kam 2010 mit einem Diversity Immigrant Visa in die USA. Saipov ist verheiratet; er hat zwei Töchter und einen 2017 geborenen Sohn. Im Krankenhaus äußerte er, dass er sich nach der Tat gut fühle, und äußerte den Wunsch, eine IS-Flagge im Krankenzimmer aufzuhängen. Die Strafverfolgung gestaltet sich schwierig, Saipov sei unter Beobachtung von US-Regierungsstellen gewesen.
New Yorks Bürgermeister Bill de Blasio nannte die Tat einen „feigen Akt des Terrors“. Die New Yorker würden sich nicht einschüchtern lassen.